# Draženov
Draženov (v chodském nářečí Dražnov, německy Trasenau) je obec v okrese Domažlice v Plzeňském kraji. Žije zde 470 obyvatel.

## Historie
První písemná zmínka o obci pochází z roku 1325.

## Obyvatelstvo
| Rok            | 1869 | 1880 | 1890 | 1900 | 1910 | 1921 | 1930 | 1950 | 1961 | 1970 | 1980 | 1991 | 2001 | 2011 | 2021 |
| -------------- | ---- | ---- | ---- | ---- | ---- | ---- | ---- | ---- | ---- | ---- | ---- | ---- | ---- | ---- | ---- |
| Počet obyvatel | 461  | 472  | 433  | 434  | 438  | 444  | 437  | 311  | 293  | 262  | 293  | 369  | 375  | 392  | 407  |
| Počet domů     | 68   | 75   | 74   | 75   | 78   | 80   | 85   | 90   | 77   | 79   | 84   | 104  | 115  | 119  | 126  |

## Obecní správa
Od 1. ledna 1985 do 23. listopadu 1990 k obci patřil Ždánov.

### Obecní symboly
Znak a vlajka byly obci uděleny rozhodnutím předsedy Poslanecké sněmovny Parlamentu České republiky dne 23. března 2021.

## Pamětihodnosti
- Kaplička na návsi[8]
- Výklenková kaplička u silnice do Luženic
- Pomník padlých[9]
- Pomník Mistra Jana Husa
- Pomník T. G. M., A. Švehly, J. Š. Baara